# BC Montfort Feldkirch
Der Badminton Club Montfort Feldkirch, kurz BC Montfort Feldkirch, ist ein Badmintonverein aus Feldkirch in Österreich.

## Geschichte
Der Verein wurde am 31. Oktober 1973 gegründet. Über den regionalen Spielbetrieb in Vorarlberg qualifizierte man sich schon in den 1970er Jahren für die nationale österreichische Ebene in den Einzeldisziplinen. Die erste Mannschaft stieg im Jahr 2010 in die Österreichische Badminton-Bundesliga auf, konnte die Klasse jedoch nicht halten und spielte sieben Jahre in der 2. Bundesliga, ehe der Wiederaufstieg in die 1. Bundesliga gelang. 2022 erfolgte der Rückzug aus der Bundesliga. 2013 und 2018 richtete der Verein die Österreichische Meisterschaft aus.
2017 gewannen Serena Au Yeong und Sabrina Herbst den Staatsmeistertitel im Damendoppel. Dies war der erste Staatsmeistertitel für den Verein. 2018 konnten sie den Titel vor Heimpublikum verteidigen. Serena gewann in den Folgejahren einige weitere Staatsmeistertitel.

## Bekannte Spieler
- Serena Au Yeong
- Simon Bailoni
- Natalie Herbst
- Sabrina Herbst
- Michael Giesinger
- Daniel Wolf
- Sarina Kohlfürst
- Leonie Stenek
- Nathalie Ziesig
- Verena Fastenbauer (Trainerin)